# جوزف ساپان
جوزف ساپان (انگلیسی: Josh Sapan) کارآفرین، بازرگان و مدیر ارشد اجرایی آمریکایی است، که در حال حاضر به‌عنوان مدیر عامل اجرایی شرکت شبکه‌های ای‌ام‌سی فعالیت می‌کند.